# مهمة ميركال
مهمة ميركال أطلقت في 24 أبريل عام 2003 م،  و هي مهمة بوليفية تمت في فنزويلا تحت رئاسة هيوجو تشافيز. تضمن هذه المهمة شركة ميركادوس دى أليمنتوس (ميركال) وهي شركة تديرها الدولة تقدم الأطعمة والسلع الأساسية بأسعار مخفضة من خلال سلسلة من المتاجر على مستوى الدولة.
بحلول عام 2010 تقرر وجود 16,600 فرع لمتاجر ميركال تتراوح أحجامها من المتاجر الصغيرة في أركان الشوارع إلى المخازن الكبيرة بالإضافة إلى 6,000 مطبخ حساء حيث تضم شركة ميركال حوالى 85,000 عامل.
تقع معظم متاجر ميركال وجمعياتها التعاونية في المناطق الفقيرة وتبيع أغذية بدون علامأت تجارية بتخفيضات تصل إلى الخمسين بالمئة حيث أن هدف الشركة الممولة من الحكومة هو الاكتفاء الذاتى من خلال استبدال الأغذية المستوردة بمنتجات المزارعين المحليين والأعمال الصغيرة والجمعيات التعاونية والذي حصل الكثيرمنهم على القروض الصغيرة من شركة ميركال حيث كانت التنمية المحلية هي الهدف الأساسى في سياسة تشافيز للتنمية اللارأسمالية.
في الآونة الأخيرة، بلغ عملاء متاجر ميركال عن قلة المنتجات بها وأن البضاعة المتوافرة بها تتغير بصفة مستمرة حيث يشتكى هؤلاء العملاء من تقنينات الشركة التي تؤدى إلى قلة المنتجات.  

## تأسيسها

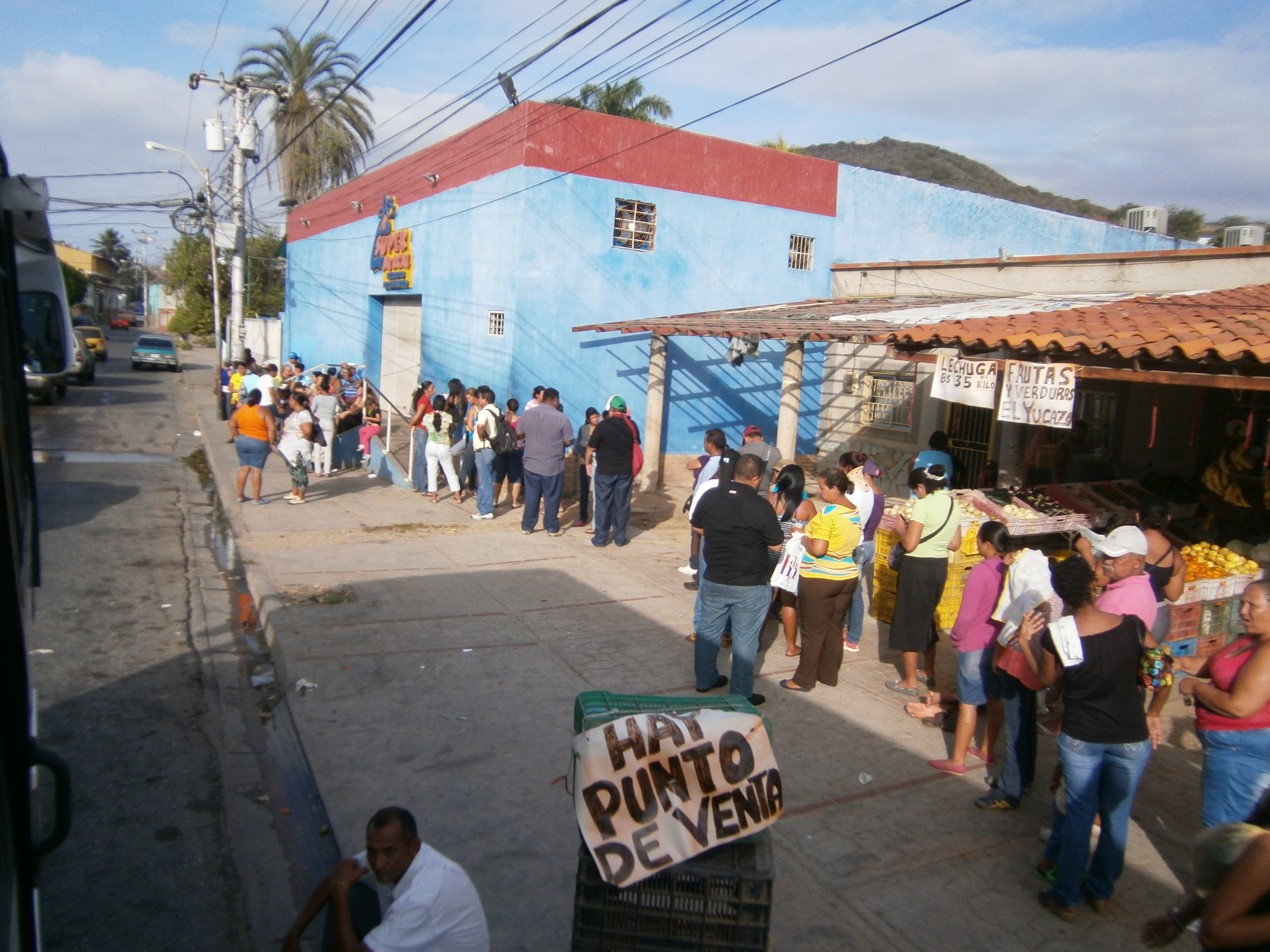
متسوقون ينتظرون في طابور لإحدى متاجر ميركال.

سبقت مهمة ميركال بعض العمليات التي بدأ تنفيذها عقب المتاعب الاقتصادية التي تلت الإضراب في عام 2002. قبل إنشائها كانت شركات صناعة وتوزيع الأغذية في فنزويلا تحت إدارة خاصة كما الحال في الدول الغربية كالأمم المتحدة وأوروبا، كانت هذه الشركات تساند هذا الإضراب الذي هدف إلى إيذاء تشافيز سياسياً حيث شاركت العديد من هذه الشركات في المظاهرات وتوقفت عن أعمالها. في 25 أبريل عام 2003 أعرب الرئيس تشافيز في برنامجه التليفزيونى Aló Presidente عن غضبه الشديد لإنحدار سلطة صناع الأغذية في آليات صناعة وتوزيع الطعام والتي نتج عنه  ضعفهم في وجه الشركات الكبرى للصناعات الغذائية وظهر ذلك من خلال المتاجر الصغيرة وتفشى سوء التغذية ونقص الغذاء حيث صرح تشافيز نصاً: “هذه الإساءة أضرت ببلادنا كثيراً حيث أن بسبب هجوم الإمبيرالية من خلال سيطرة الأقلية في فنزويلا وبسبب من يناصرون الاعتداء على فنزويلا وهزيمتنا من خلال الجوع، عرفنا أننا لا نملك أي مخزون من الطعام بدون أي كارثة طبيعية أو اقتصادية أو سياسية كانت فنزويلا لا تملك أي مخزون من الطعام.”

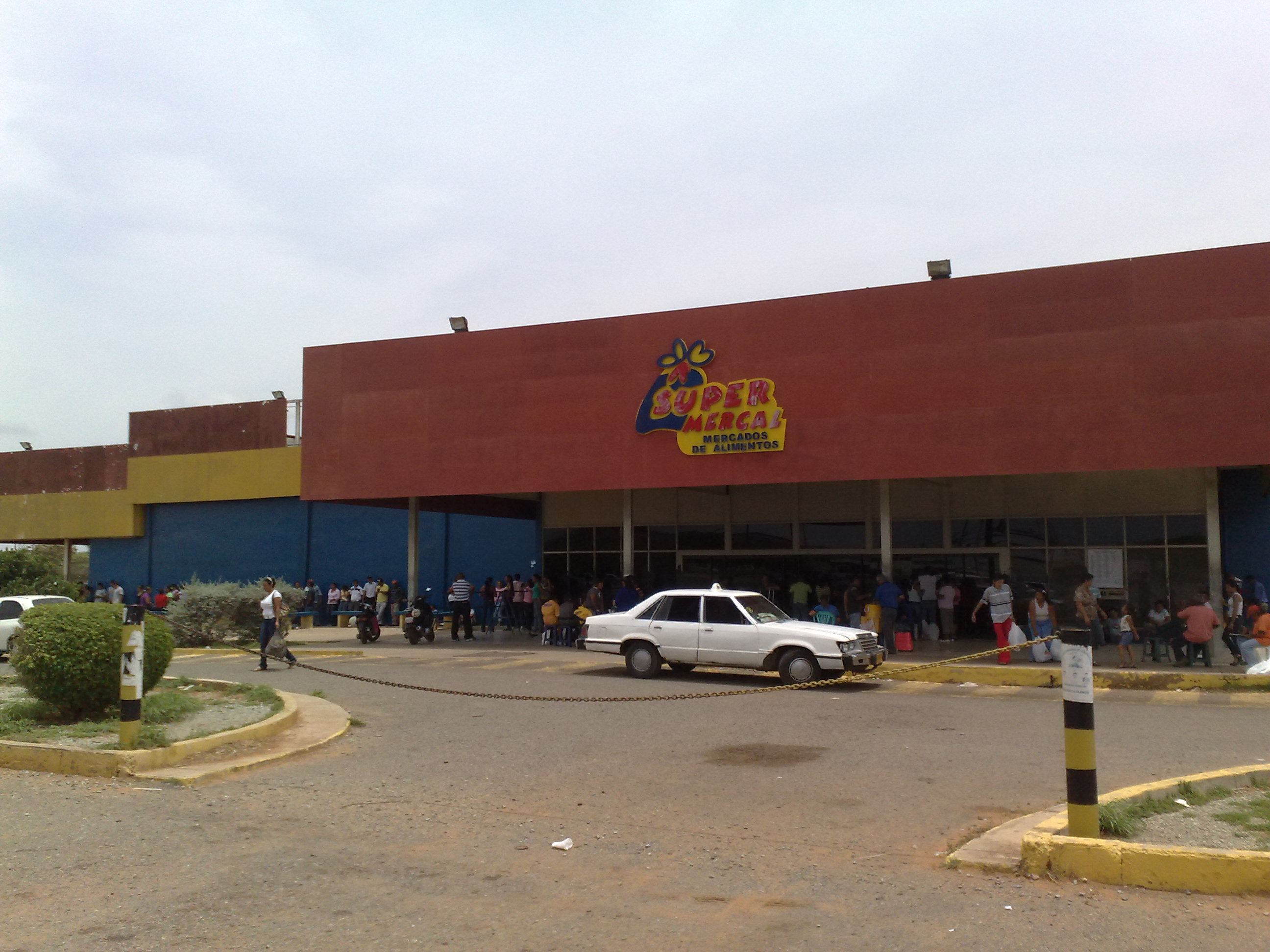
سوبر ميركال في جوديبانا.

و في خضام وقف صناعة النفط والاضطراب العام في عام 2002، توسعت مهمة ميركال بسرعة حيث لعبت القوات المسلحة دوراً أساسياً في المساعدات اللوجيستية للشركة من نقل وتجميع وتخزين الطعام حيث كان يتم استخدام القواعد العسكرية ومستودعات المؤن كمراكز لتوريد الغذاء واستخدام الثكنات العسكرية كمراكز لتخزين الطعام. أقر تشافيز بدور القوات المسلحة حيث قال:”إن جيش فنزويلا أخذها على عاتقه وخرج في الشوارع لتسهيل مهمتنا باستخدام التكنولوجيا والموارد البشرية ووسائل المواصلات ومنشآت تخزين الطعام الخاصة به.”
بدأت المهمة بثلاث متاجر ومستودعين فقط ولكن بعد افتتاحها رسمياً في 2003، سرعان ما تضاعف أعداد المتاجر حتى وصل إلى 12,500 متجر صغير (ميركاليتوس)، و 13,392 متجر (ميركال)، و 31 متجر كبير (سوبر ميركال)، مئات الجمعيات التعاونية و 102 مستودع واسع التي تضمن نظام توزيع مترامى الأطراف الذي يخدم الملايين من سكان الأحياء.
في عام 2006، أصبح عدد المستفيدين من أنظمة ميركال الغذائية 11.36 مليون مواطن فنزويلى على أساس منتظم وكان يوجد حوالى 14,208 موقع لتوزيع الطعام في أئجاء فنزويلا حيث كان يتم توزيع 4,543 طن مترى من الطعام يومياً.

## الطعام والتخفيضات
تضمن المؤن التي توزعها الشركة جميع أنواع اللحوم ومنتجات الألبان بما في ذلك الجبن والحليب المجفف، والمنتجات الطازجة، والأطعمة المحفوظة، والحبوب والفاكهة والخضروات والزيوت والأملاح المعدنية، وتكون التخفيضات بين 25 إلى 50 بالمئة.

## العجز
تم التقرير عن وجود عجز في متاجر ميركال، حيث ينتظر العملاء في طوابير طويلة لشراء الأطعمة بالأسعار المخفضة من متاجر ميركال حيث أن السلع تتغير بصفة مستمرة، ويشتكى بعض العملاء من التقنين المستخدم في إدارة الشركة الذي يؤدى إلى قلة المنتجات الذي ينتج عنه المظاهرات في بعض الأحيان.